# Бохая
Бохая (исп. Bojayá) — город и муниципалитет на западе Колумбии, на территории департамента Чоко. Входит в состав субрегиона Атрато.

## История
Поселение, из которого позднее вырос город, было основано в 1946 году. Муниципалитет Бохая был выделен в отдельную административную единицу 12 декабря 1960 года.

## Географическое положение

Муниципалитет Бохая

Город расположен в северо-восточной части департамента, на левом берегу реки Атрато, на расстоянии приблизительно 96 километров к северо-западу от города Кибдо, административного центра департамента. Абсолютная высота — 1 метр над уровнем моря.
Муниципалитет Бохая граничит на севере с территорией муниципалитета Эль-Кармен-дель-Дарьен, на северо-западе и западе — с муниципалитетом Баия-Солано, на юго-западе — с муниципалитетом Альто-Баудо, на юге — с муниципалитетом Кибдо, востоке — с территорией департамента Антьокия. Площадь муниципалитета составляет 3693 км².

## Население
По данным Национального административного департамента статистики Колумбии, совокупная численность населения города и муниципалитета в 2015 году составляла 10 099 человек.
Динамика численности населения муниципалитета по годам:
| 2005 | 2006 | 2007 | 2008 | 2009   | 2010   | 2011   | 2012   | 2013   | 2014   | 2015   |
| ---- | ---- | ---- | ---- | ------ | ------ | ------ | ------ | ------ | ------ | ------ |
| 9941 | 9946 | 9968 | 9987 | 10 003 | 10 025 | 10 045 | 10 047 | 10 066 | 10 077 | 10 099 |

Согласно данным переписи 2005 года мужчины составляли 51,5 % от населения Бохаи, женщины — соответственно 48,5 %. В расовом отношении негры, мулаты и райсальцы составляли 58,4 % от населения города; индейцы — 41,4 %; белые и метисы — 0,2 %.
Уровень грамотности среди всего населения составлял 60,5 %.